# Puerto Errado
Puerto Errado es una central termosolar ubicada en Calasparra, Región de Murcia, España. Actualmente consta de dos conjuntos diferenciados, Puerto Errado 1 (PE1) y Puerto Errado 2 (PE2). Los dos conjuntos han sido diseñados con la tecnología de Novatec Solar, empresa con sede en Karlsruhe, Alemania. La instalación de Puerto Errado 1, de mucha menor potencia de generación, es usada por Novatec Solar como central piloto para demostrar su tecnología de sobrecalentador solar,  mientras que Puerto Errado 2 es usada con fines comerciales como una central convencional.

## Puerto Errado 1
Puerto Errado 1 se convirtió en mayo de 2009 en la primera central de tecnología de reflector Fresnel en conectarse a una red eléctrica comercial. Los reflectores ocupan una superficie neta de 21 567 m². El conjunto tiene una potencia nominal de 1,4 MW eléctricos.
En septiembre de 2014 se puso en marcha un circuito de sales fundidas (DMS, Direct Molten Salt), añadiéndose a la instalación existente. El uso directo de sales fundidas en el circuito de los colectores permite trabajar a temperaturas por encima de 500 °C, más alto que con el uso de aceites de transferencia de calor, lo que aumenta el rendimiento energético de la planta. Además, las sales incorporan almacenamiento térmico a la instalación, lo que permite regular la generación de forma selectiva, independientemente del sol, contribuyendo a la estabilidad del sistema.
Actualmente opera a una temperatura de 500 °C y una presión de 55 bar.

## Puerto Errado 2

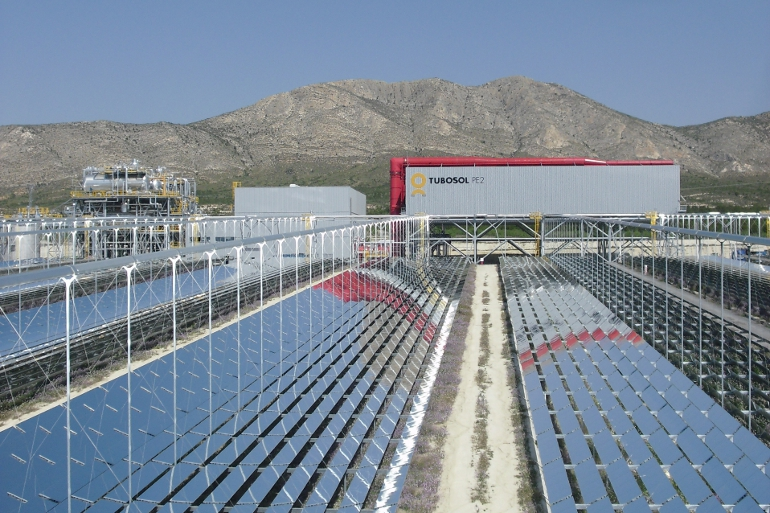
Reflectores de tecnología Fresnel lineal, en Puerto Errado 2.

Puerto Errado 2 entró en funcionamiento en agosto de 2012. Con una potencia nominal de 30 MW eléctricos, se convirtió en la mayor planta de tecnología de reflectores Fresnel lineales del mundo en operación, récord que ostentó hasta la puesta en marcha en marzo de 2014 de la central de Dhursar (125 MW), en Rajastán, India. Durante su primer año de operación generó 40 GWh. Los reflectores de Puerto Errado 2 tienen una superficie neta de 302 000 m². Opera a una temperatura de 270 °C y una presión de 55 bar.
El conjunto de Puerto Errado 2 es propiedad de la empresa Tubo Sol PE2 S.L. Dicha sociedad limitada está repartida entre la alemana Novatec Solar (15 %) y las suizas Elektra Baselland (51 %) Industrielle Werke Basel (12 %), Elektrizitätswerk der Stadt Zürich (10 %), Elektrizitätswerke des Kantons Zürich (6 %) y Energie Wasser Bern (6 %).